# Петросимония Литвинова
Петросимония Литвинова (лат. Petrosimonia litwinowii) — вид травянистых растений рода Петросимония (Petrosimonia) семейства Амарантовые (Amaranthaceae).
Вид назван в честь русского ботаника Дмитрия Ивановича Литвинова.

## Ботаническое описание
Однолетнее травянистое растение, более или менее густо, преимущественно в соцветии, покрытое короткими 2-конечными прижатыми волосками. Стебель обычно от основания ветвистый, простёртый или приподнимающийся, тонкий, нередко различно изогнутый, реже прямостоячий, 6—30 см длиной, с очерёдными, лишь нижними иногда супротивными, ветвями. Листья очерёдные, линейные, почти цилиндрические, заострённые, при основании слегка расширенные и здесь по краям узко-перепончатые, 5—10 (15) мм длиной и 0,5—1 мм шириной.
Цветки помещаются в пазухах листьев, каждый из них снабжен парой прицветников; на верхушке стебля и ветвей они скучены. Прицветники едва длиннее околоцветника и в 2—3 раза короче прицветного листа; они прижато-волосистые, продолговатые, прямые, глубоко вогнутые и оттого лодочковидные, лишь на спинке около верхушки травянистые, зелёные, на кончике с наружной стороны закруглённые, а с внутренней почти прямоугольно заострённые. Околоцветник тонко-плёнчатый, 1,5—3 мм длиной; у нижних цветков, имеющих 2 тычинки, он состоит из 2 почти одинаковых широкояйцевидных, на верхушке заострённых листочков, в нижней половине с 1 слабо заметной жилкой; иногда снаружи имеется ещё третий, небольшой листочек околоцветника; у верхних цветков, с 3 тычинками, один листочек околоцветника более широкий и на верхушке надрезанный на 2 треугольных зубчика, при основании с 2 продольными жилками. Тычинки с линейными нитями, которые у вполне раскрывшихся цветков немного длиннее околоцветника; пыльники их продолговатые, на верхушке тупые, при основании с расходящимися гнёздами. Пестик с почти шаровидной завязью и 2 сросшимися при основании столбиками.

## Распространение и экология
Европа (юго-восток), Сибирь (юг) и Средняя Азия. Растет в степной области на солончаках.